# Stylus

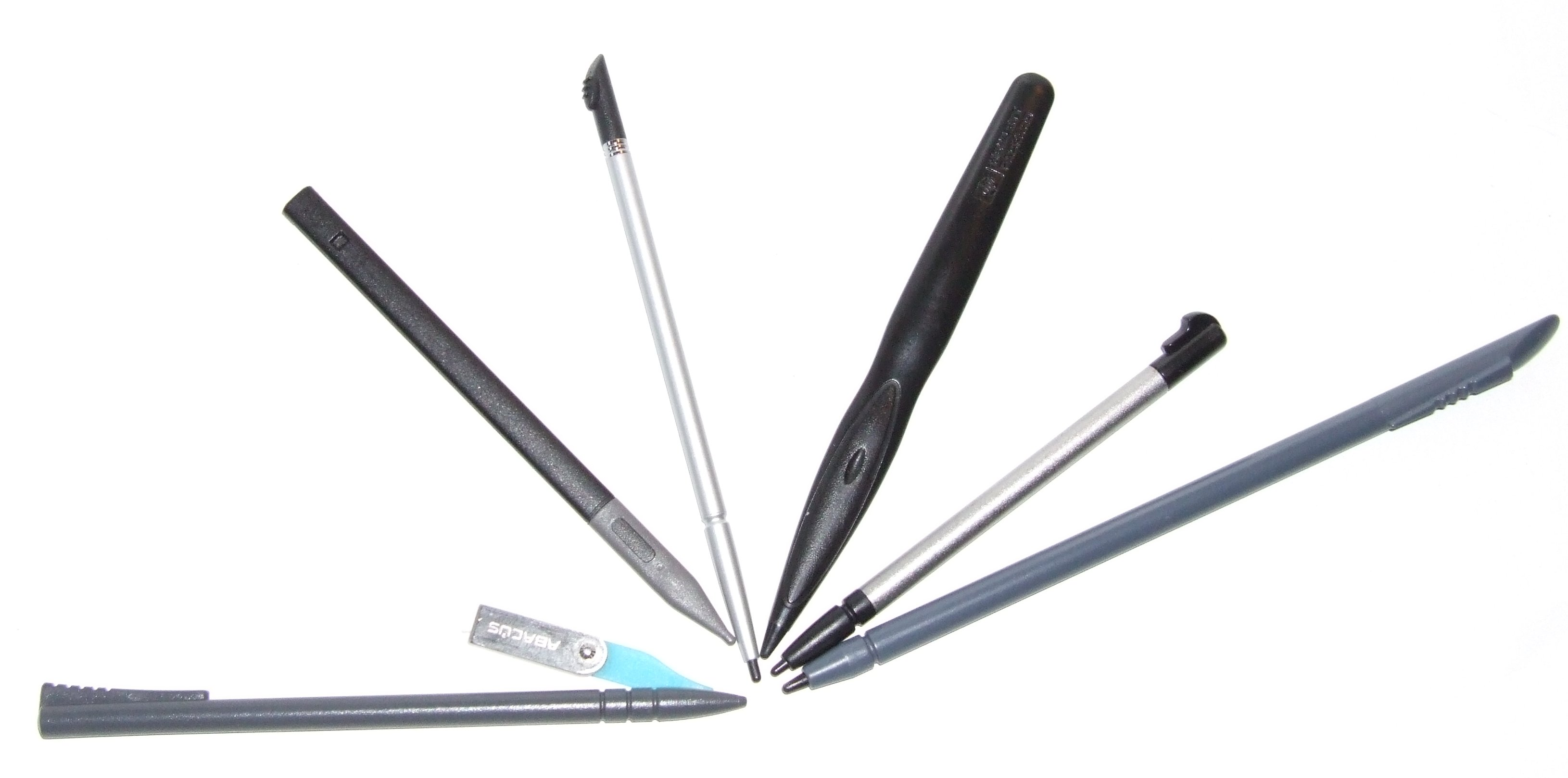
Různé stylusy

S-Pen (Samsung Galaxy Z)

Stylus je předmět obdobný popisovači nebo kuličkové tužce avšak s nepíšícím hrotem nebo jako propiska a na druhé straně stylus, nejčastěji vyrobeným z plastu. Stylus je používán jako nástroj pro ovládání a psaní na dotykových plochách obrazovek, tabletech a IWB. Pro potřeby některých technologií obsahuje stylus pasivní či aktivní elektrický obvod interagující s pracovní plochou za účelem zjištění jeho přesné polohy. Tento vestavěný obvod může být aktivován stlačením hrotu o pracovní plochu. Stylus s pasivními obvody je používán např. společností Wacom u jejich grafických tabletů.

## Použití
- dotykový displej mobilního telefonu
- grafické tablety
- osobní digitální asistent
- zařízení pro satelitní navigaci

## Základní druhy displejů
1. rezistivní (odporový)
2. kapacitní

U kapacitního displeje je vyžadován speciální typ stylusu, který svým způsobem simuluje svou strukturou prst. Kapacitní stylusy jsou také dražší.